# Lela Star
Lela Star (Miami, 13 giugno 1985) è un'attrice pornografica statunitense. È apparsa in anche in produzioni non pornografiche e in campagne pubblicitarie per le linee di abbigliamento di Kanye West.

## Biografia
Di origine cubana, ha debuttato nel mondo della pornografia all'età di 18 anni ed ha all'attivo più di 42 partecipazioni in pellicole hard. Dal 2007 ha un contratto con la casa ClubJenna.
Ha partecipato al video della canzone Set It Off del rapper Kardinal Offishall's.
Nell'agosto 2011 ha annunciato su Twitter di essersi sposata e di aver scelto di ritirarsi dall'industria del porno; nel settembre 2014 è tuttavia tornata a girare scene in due filmati prodotti da Brazzers.

### Chirurgia estetica, tatuaggi e piercing
Lela Star ha fatto ricorso più volte alla chirurgia estetica trasformando radicalmente il suo aspetto. In particolare, nell'agosto 2007 e nel 2008 si è sottoposta ad interventi per l'inserimento di protesi al seno, rimosse nel 2011.
In alcune scene, è comparsa in alcuni film porno e in alcune campagne pubblicitarie del 2018 della linea di abbigliamento di Kayne West, usando lo pseudonimo Kim K, per via della somiglianza con Kim Kardashian.
Nel 2019 la Star si è sottoposta ad un intervento di rimozione delle protesi ai glutei.

## Riconoscimenti
- AVN Awards
  - 2007 – Candidatura Best Sex Scene Coupling (Video) per Erotica XXX 12 (con Ricky Aguilar)
  - 2008 – Candidatura Best New Starlet
  - 2009 – Candidatura Best Group Sex Scene per King Cobra

- F.A.M.E. Awards
  - 2007 – Candidatura Hottest Body

## Filmografia
Questa lista è suscettibile di variazioni e potrebbe essere incompleta o non aggiornata.

- King Cobra (2009)
- Lusty Latinas (2008)
- Hot Sauce 4 (2007)
- I Love Lela (2007)
- Erotica XXX 12 (2007)
- Hot Latin Pussy Adventures 43 (2006)
- Dirty Debutantes # 347 (2006)